# Artillerie-, Daten-, Lage- und Einsatz-Rechnerverbund

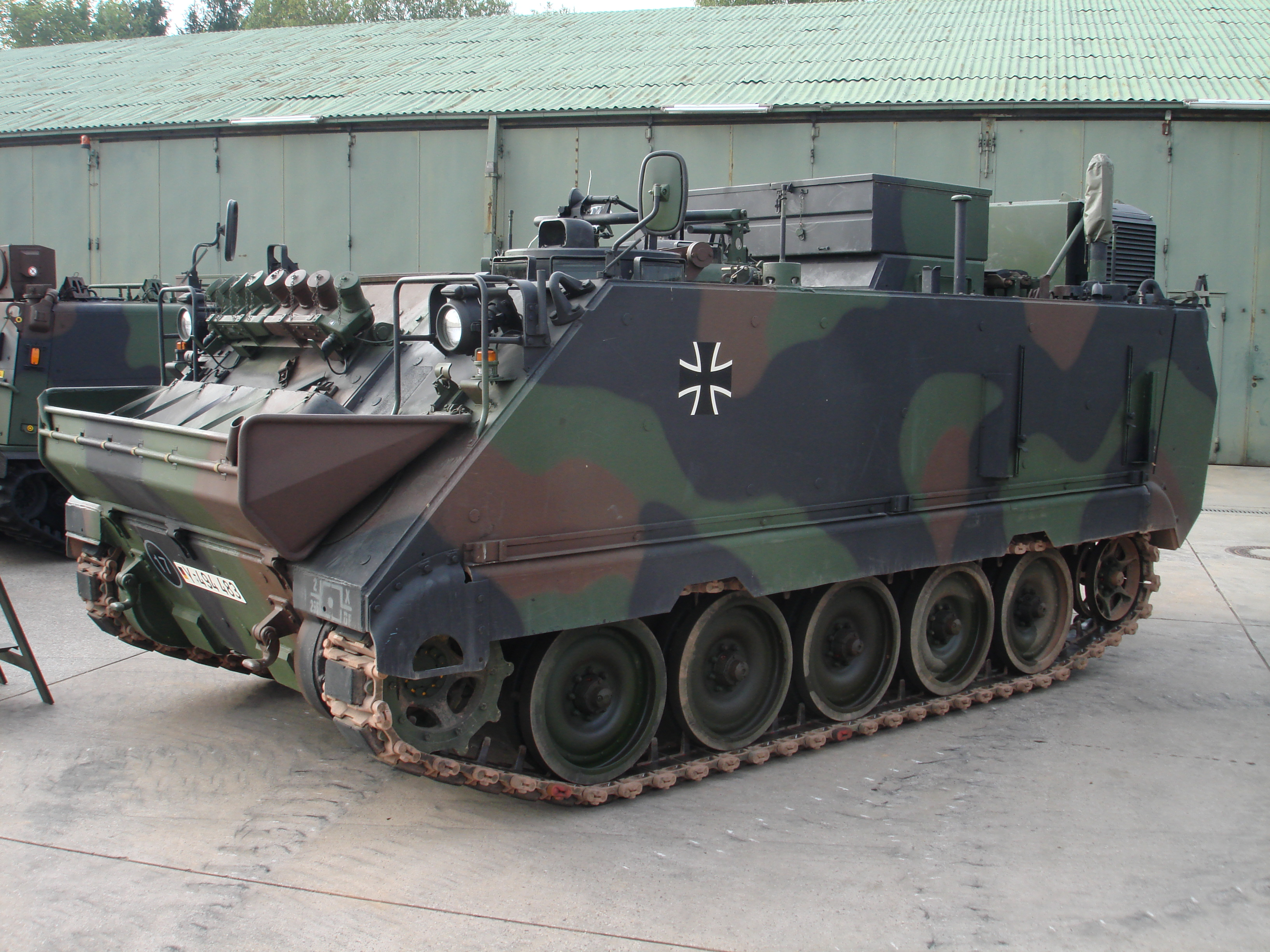
M113 als Geräteträger für das Führungssystem ADLER

Der Artillerie-, Daten-, Lage- und Einsatz-Rechnerverbund (ADLER) ist das 1995 in die deutsche Bundeswehr eingeführte Führungs- und Waffeneinsatzsystem (FüWES) der Artillerietruppe. ADLER dient u. a. der technischen und taktischen, waffensystemübergreifenden Feuerleitung. Ab 2006 war die verbesserte Version „ADLER II“ in der Bundeswehr im Einsatz, inzwischen ADLER III. Rechte-Inhaber des FüWES, das vom Unternehmen ESG entwickelt und laufend weiterentwickelt wird, ist die Bundesrepublik Deutschland.
Das System schafft den engen Verbund der Aufklärungsmittel und Waffensysteme der Artillerie und sichert den Informationsaustausch zwischen dem Führungs- und Informationssystem Heer (FüInfoSys H) sowie (definierten) Artilleriesystemen verbündeter Streitkräfte, letzteres über die sogenannte ASCA-Schnittstelle.
Da „ADLER“ alle Verbände, Einheiten und Teileinheiten der Artillerie miteinander verbindet und einen verzugsarmen Informationsaustausch aller relevanten Daten ermöglicht, verkürzt es die artilleristischen Reaktionszeiten in hohem Maße und erhöht die Verfügbarkeit der Waffensysteme. Das Führungs- und Informationssystem (FüInfoSys) Heer wurde um das ADLER-Modul erweitert. Damit ist eine einheitliche Anbindung aller Sensoren des Systemverbundes Artillerie sowie die Feuerunterstützung gewährleistet.
Erreicht werden diese Leistungen im Wesentlichen durch die automatische Echtzeitübertragung und -verteilung aller wichtigen Informationen in Form von Datenprotokollen. Dabei hat das System unter anderem Zugriff auf alle aktuellen Ziel- und Statusmeldungen.
Im Jahr 2019 hat Litauen ADLER III eingeführt. Weitere Nutzer sind die Schweiz und die Tschechische Republik.